# اندیس مرمر اسکل‌آباد
مرمر اسکل آباد یک اندیس مصالح ساختمانی است که در حوالی شهر نوک آباد استان سیستان و بلوچستان قرار دارد و مادهٔ معدنی موجود در آن، مرمریت است.سنگ میزبان این اندیس اونیکس است و دیرینگی آن به دوران کواترنری می‌رسد. 